# كارلا دوبوي
كارلا دوبوي (بالإسبانية: Carla Dupuy)‏ هي لاعب هوكي الحقل أرجنتينية، ولدت في 18 سبتمبر 1988 في بوينس آيرس في الأرجنتين.

## روابط خارجية
- كارلا دوبوي على موقع أوليمبيديا (الإنجليزية)